# Crookston (Minnesota)
Crookston es una ciudad ubicada en el condado de Polk en el estado estadounidense de Minnesota. En el Censo de 2010 tenía una población de 7891 habitantes y una densidad poblacional de 592,06 personas por km².

## Geografía
Crookston se encuentra ubicada en las coordenadas 47°46′29″N 96°36′22″O / 47.77472, -96.60611. Según la Oficina del Censo de los Estados Unidos, Crookston tiene una superficie total de 13.33 km², de la cual 13.33 km² corresponden a tierra firme y (0%) 0 km² es agua.

## Demografía
Según el censo de 2010, había 7891 personas residiendo en Crookston. La densidad de población era de 592,06 hab./km². De los 7891 habitantes, Crookston estaba compuesto por el 90.24% blancos, el 1.42% eran afroamericanos, el 1.66% eran amerindios, el 1.58% eran asiáticos, el 0% eran isleños del Pacífico, el 2.79% eran de otras razas y el 2.31% pertenecían a dos o más razas. Del total de la población el 11.04% eran hispanos o latinos de cualquier raza.